# Трошихино
Трошихино — деревня в Бережанской волости Островского района Псковской области.
Расположена в 5 км к западу от центра города Остров, на западной его границе.
Численность населения деревни по состоянию на 2000 год составляла 21 житель.